# 李奇茂
李奇茂（1925年3月22日—2019年5月24日），本名李雲台，自許采風堂主，出生於安徽省渦陽縣李家莊（今利辛縣），中华民国水墨画家。早年多創作具戰鬥文藝特色的作品，後陸續投入台灣民間風土與人物的題材，以及實驗性的新水墨畫創作。:18-21

## 生平

### 中國大陸時期
1934年父親李冠英請縣立中學教師陸化石，陸氏以《芥子園畫譜》為教材，教授李奇茂水墨畫基礎。也常帶學生到民間寺院觀賞牆上彩繪故事，促使李奇茂幼年即擅長佛畫。李奇茂習畫時，母親即在旁紡織，因此「母親」工作的身影因而成為日後常見主題。:18-23 中國抗日戰爭爆發後，李奇茂於1941年跟隨鄉友到上海、南京避難，參加國軍裝甲兵募兵，後更名為「李奇茂」:25。

### 臺灣時期
1949年，李奇茂隨軍隊來台，隔年（1950年）即在中山堂舉辦個展。:331956年進入復興崗政工幹部學校美術組（今國防大學復興崗校區應用美術學系），接受完善的美術教育。李奇茂深受梁鼎銘、梁中銘、梁又銘三位老師影響，早期多創作多為具政治宣傳用意的作品:81，李氏於1957年畢業後，奉派至金門服役，歷經八二三砲戰，同時也把在金門的風光和戰地景象繪製成作品，並在1958年於中山堂舉辦第二次個展，隔年（1959年）獲聘為復興崗學院藝術系專任教師。:44-45, 158
李奇茂自1964年起，為宣揚中華藝術文化，開始在各國舉辦展覽也遊覽各國風景名勝，見識當地風土民情，也體悟到繪畫應具備民族性、時代性和獨特性等內涵，因此他的作品在1970年起開始在表現題材、手法及視覺感受上逐漸轉變。:191970年代李奇茂一方面以兒時回憶的桃花源世界中「水牛」、「牧童」等農村情景為常見的主題；一方面投入臺灣民間風土與人物的采風，如夜市、辦桌、臺北捷運乘客等現代臺灣生活景象，並成為他日後主要的創作方向。。李奇茂也於1970年將書齋取名「采風堂」，自許「采風堂主」。
李奇茂晚年仍創作不斷，並持續遊歷各國舉辦畫展、從事藝術教育、促進文化交流，從純藝術的創作擴散到整體文化面向。李氏於2019年5月24日辭世。

## 重要展覽與獲獎紀事
- 1962年榮獲第5屆全國美展金尊獎[5]
- 1966年榮獲第10屆中國文藝協會美術獎[6]、第2屆中山學術文化創作美術獎[7]
- 1973年教育部文化局頒文化貢獻獎[8]
- 1982年榮獲第7屆國家文藝特別美術獎[5]
- 1987年美國舊金山頒定11月29日為李奇茂日，為華人第一位[9]
- 2001年榮獲行政院文建會獎勵文化特殊貢獻文馨金質獎[5]

## 荣誉

### 中华民国勋章奖章
- 陆海空军甲种一等奖章（2014年颁授[10]）

### 褒揚令
|  | 資深水墨畫家李奇茂，軼材高華，恢奇朗暢。少歲赤氛禍起，隨軍播遷來臺，卒業現國防大學政治作戰學院美術科系，嶄露頭角，抱志有成。早期作品別具戰鬥氛圍，探索自身環境變遷，擷取民族鄉土題材；融合西洋速寫巧能，善馭靈動墨色筆觸，宏放多元，森羅萬象；格高意遠，妙悟鼎新。尤以「金門寫生」、「國父行誼圖」、「夜市」、「廟會」等經典系列稱揚，發抒繪事時代要義，體現人文關懷內涵，堂奧精髓，迭臻化境，允為臺灣戰後水墨畫界第一代代表性人物。復執教國內外多所大學，潛心藝文推廣扎根，啟迪秀異莘莘學子，涵濡薰沐，宗匠陶鈞。長年奔赴海外舉辦展會，拓開國際文化視野，增益民間合作交流，茂績鴻業，聲馳寰宇。曾獲頒全國美展金尊獎、華夏一等藝術家貢獻獎章暨文化部獎勵文化特殊貢獻文馨金質獎等殊榮。綜其生平，盡瘁現代美學教育薪傳，宣弘固有水墨畫藝深蘊，絕技丹青，豐功達古；令名盛譽，矩範昭垂。遽聞遐齡捐館，軫悼曷勝，應予明令褒揚，用示政府崇禮宿彥之至意。 總 統 蔡英文 行政院院長 蘇貞昌 |

## 外部連結
- 國立歷史博物館 藝術家日 （页面存档备份，存于）

- 故宮博物院典藏：1件作品

- 國立歷史博物館典藏：61件作品    （页面存档备份，存于）

- 國立臺灣美術館典藏：6件作品 （页面存档备份，存于）